# Primary (川澄綾子のアルバム)
『Primary』（ぷらいまりー）は、川澄綾子の1枚目のアルバム。2002年3月21日にビクターエンタテインメントから発売された。品番はVICL-60853。

## 解説
初となるオリジナル・アルバム。ヴォーカル・トラック5曲と、自身のピアノ演奏によるインストゥルメンタル・トラック5曲の計10曲で構成されている。
1、3、5、6、8曲目はインストルメンタルである。
全曲の作詞または作曲を、川澄本人が手掛けている。

## チャート成績
初週3,780枚を売り上げ、2002年4月1日付オリコン週間アルバムランキングで初登場91位を獲得。チャート登場回数は1回。

## 収録曲
1. patch of blue sky 
  - 作曲：川澄綾子・岩崎琢、編曲：岩崎琢
2. sakura
  - 作詞：川澄綾子、作曲：川澄綾子・岩崎琢、編曲：岩崎琢
3. sa・ga
  - 作曲：川澄綾子・岩崎琢、編曲：岩崎琢
4. be
  - 作詞・作曲：川澄綾子、編曲：岩崎琢
5. 緑と風と
  - 作曲：川澄綾子・岩崎琢、編曲：岩崎琢
6. hide and seek
  - 作曲：川澄綾子・岩崎琢、編曲：岩崎琢
7. 空ノナマエ
  - 作詞：川澄綾子、作曲：川澄綾子・岩崎琢、編曲：岩崎琢
8. Alice
  - 作曲：川澄綾子・岩崎琢、編曲：岩崎琢
9. Day's angel
  - 作詞：川澄綾子、作曲：川澄綾子・岩崎琢、編曲：岩崎琢
10. missing blue
  - 作詞：川澄綾子、作曲：川澄綾子・岩崎琢、編曲：岩崎琢